# Spokil
Le spokil est une langue construite dérivée du volapük, créée par un médecin français, Adolphe Nicolas.

## Contexte
Au cours des années 1880, la langue auxiliaire internationale la plus populaire était incontestablement le volapük. Pourtant, après une période brève où son succès a été immense, l'apparition de l'espéranto, rival plus pratique et moins compliqué, publié en 1887, provoqua un déclin rapide du mouvement. Beaucoup de ceux qui avaient d'abord soutenu le volapük passèrent dans le camp de l'espéranto, pendant que d'autres s'évertuaient à améliorer ou à réformer le volapük lui-même. L'attitude intransigeante de Johann Martin Schleyer, le propre créateur du Volapük, est en partie responsable de plusieurs schismes dans son mouvement. Il en résulta la naissance de plusieurs langues dites « volapükides », et notamment l'idiom neutral, publié pour la première fois en 1902 et le spokil.

## Création
Le spokil était l'œuvre d'un ancien médecin de marine français établi à La Bourboule (département du Puy-de-Dôme), Adolphe Charles Antoine Marie Nicolas (né le 16 avril 1833 à Riantec, Morbihan, Bretagne - ?). Ancien partisan du Volapük, il commença à travailler le spokil en 1890 (certaines sources mentionnent plutôt 1887). En 1904, il publia un livre à ce sujet : Spokil. Langage international. Grammaire, exercices, les deux dictionnaires. À la conférence que Couturat réunit à Paris en juin de 1907, Nicolas fut autorisé à défendre lui-même sa langue ; parmi les autres langues dont on discuta à la conférence, il y avait le parla, le bolak (la « Langue bleue »), l'Idiom Neutral et l'espéranto. C'est à cette réunion que l'ido fut présenté pour la première fois. Le spokil ne devait jamais cependant trouver un grand soutien, et de nos jours il est largement oublié.
Comme le volapük, le spokil est très souvent considéré comme un hybride, mélange d'éléments de langue a priori et a posteriori. Certains auteurs, et parmi eux Nicolas lui-même, le considèrent comme une langue purement a priori.

## Sources
1. ↑  geneanet.org : Adolphe Nicolas

- (en) Cet article est partiellement ou en totalité issu de l’article de Wikipédia en anglais intitulé « Spokil » (voir la liste des auteurs).